# Kebsehe
Die  Kebsehe ist eine Form der Ehe im Frühmittelalter; das mittelalterliche Wort „Kebse“ hat die Bedeutung ‚Nebenfrau‘. Eine Kebsehe wurde zwischen einem freien Mann, beispielsweise einem Grundherrn, und einer unfreien (leibeigenen) Frau geschlossen. Da der Freie jegliche Verfügungsgewalt über seine Leibeigenen hatte, konnte er unfreie Frauen, die sich in seinem Besitz befanden, jederzeit in ein Kebsverhältnis zwingen. Dabei handelte es sich mehr um ein eheähnliches Verhältnis als um eine anerkannte Ehe. Es konnten mehrere Kebsehen nebeneinander bestehen. Kinder aus Kebsehen, so genannte Kegel (kekel, vergleiche Kind und Kegel), waren nicht erbberechtigt; als Kinder einer Leibeigenen waren sie selbst Leibeigene, ungeachtet der Position ihres Vaters. Bis zum 9. Jahrhundert waren Kebsehen sehr weit verbreitet; die katholische Kirche ging besonders im 10. Jahrhundert sehr vehement gegen Kebsverhältnisse vor.
Neben der Kebsehe existierte im Mittelalter auch die Muntehe und die Raub- oder Entführungsehe.